# 吉埠镇
吉埠镇，是中华人民共和国江西省赣州市赣县区下辖的一个乡镇级行政单位。

## 行政区划
吉埠镇下辖以下地区：
吉埠社区、樟溪村、宝林村、石含村、建节村、若内村、合龙村、瑤村、大溪村、吉埠村、水南村、社建村、枧田村、上堡村和白枧村。